# Frostbrunnsdalen
Frostbrunnsdalen är en cirka 20 meter djup ravin strax väster om Stora Tuna kyrka i Borlänge kommun, Dalarna. Dalen hette tidigare Frösbrunnsdalen, vilket antas ha med Frö (Frej) att göra. I dalen finns även en trefaldighetskälla. Än idag hämtas vatten ifrån dalen genom att en av Borlänge kommuns  tre viktigaste vattentäkter finns i dalen.
Dalen ligger på Tunaslätten. Den är cirka 1 100 meter lång och cirka 20 m djup. Den har uppstått genom Frostbrunnsbäckens erosion av de lösa jordlagren i området. Dalen avsattes som naturreservat 1978 och omfattar cirka 31 hektar. Reservatet ger Frostbrunnsdalens rika flora och fauna möjligheter att överleva. 
Dalens vegetation är mycket artrik. Den domineras av lövträd som asp, hägg och gråal, men har även inslag av gran och tall. Dessutom finns arter som desmeknopp, strutbräken, korallrot och springkorn. Fågelfaunan omfattar ett 50-tal häckande arter, till exempel grå flugsnappare, härmsångare, stjärtmes, mindre hackspett och trädpiplärka.
Tidigare låg här en hälsobrunn med badhus, men de byggnaderna är nu rivna. I dalgången finns även en varggrop och 1935 lät man uppföra en domarring i dalen för att markera platsen för Tuna gamla tingsplats.
Frostbrunnsbäcken mynnar ut i Tunaån.
Sommartid finns det sedan 2015 ett café i dalen.

## Bilder

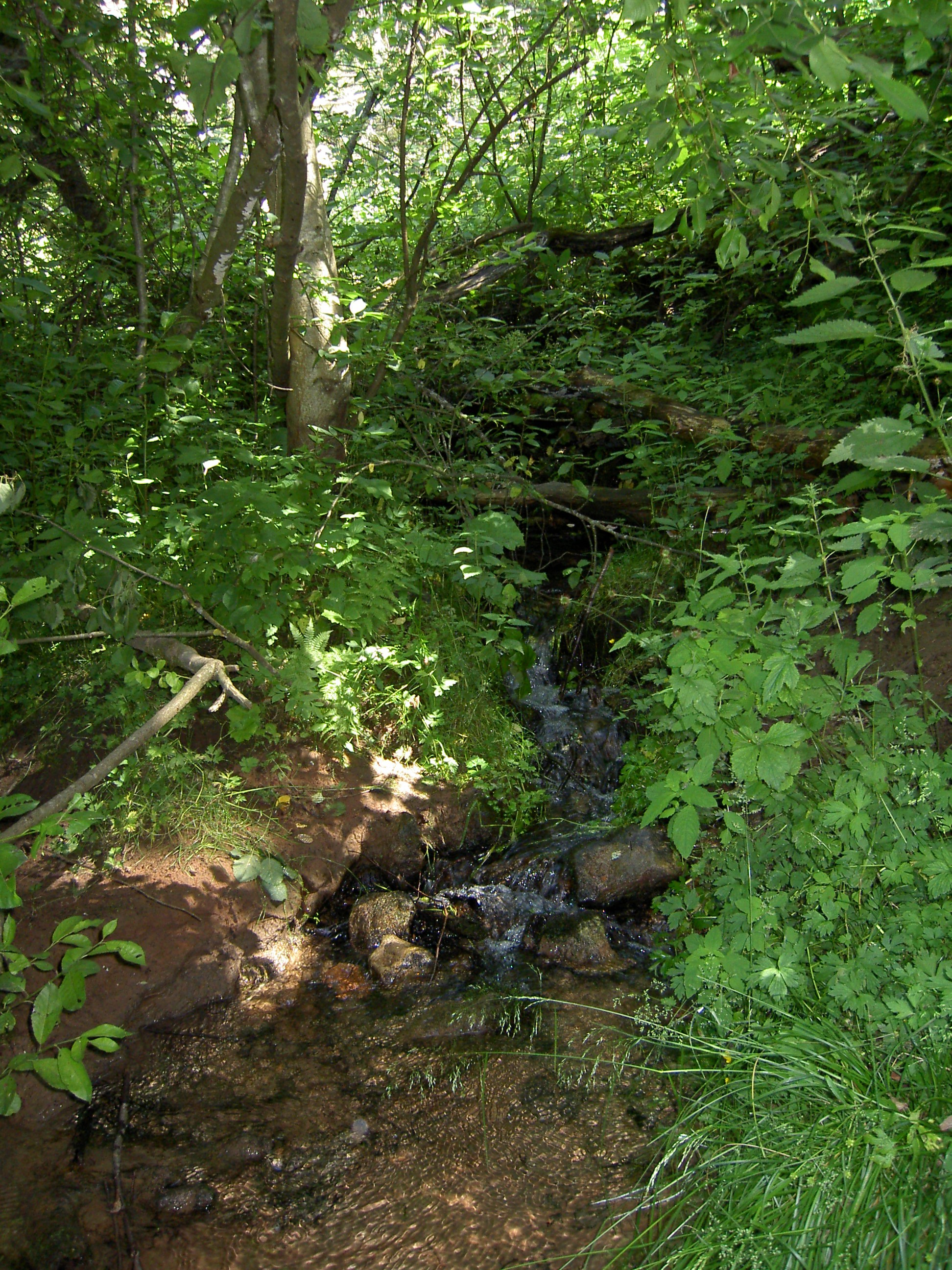
Trefaldighetskällan
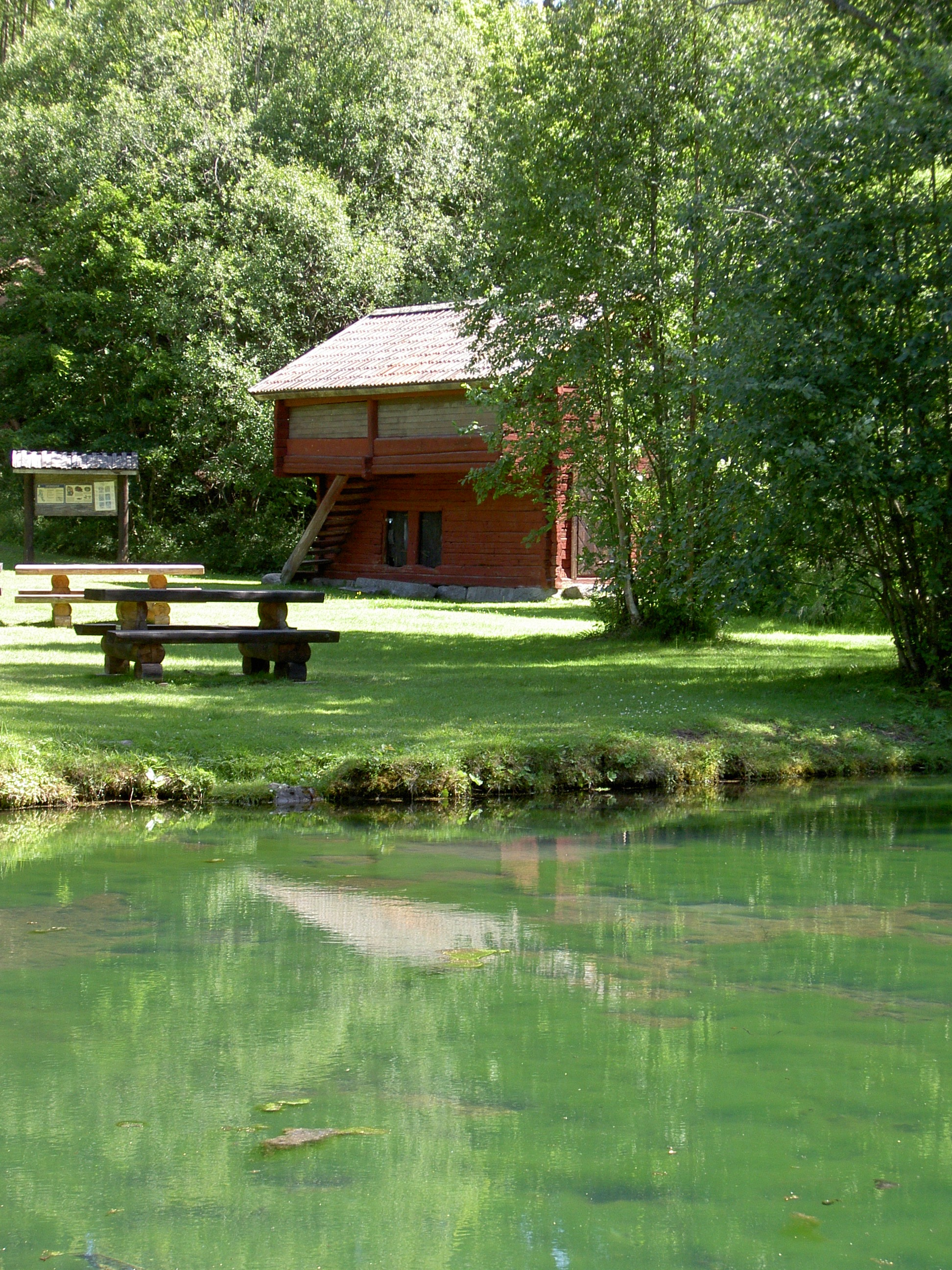
Dammen i Frostbrunnsdalen
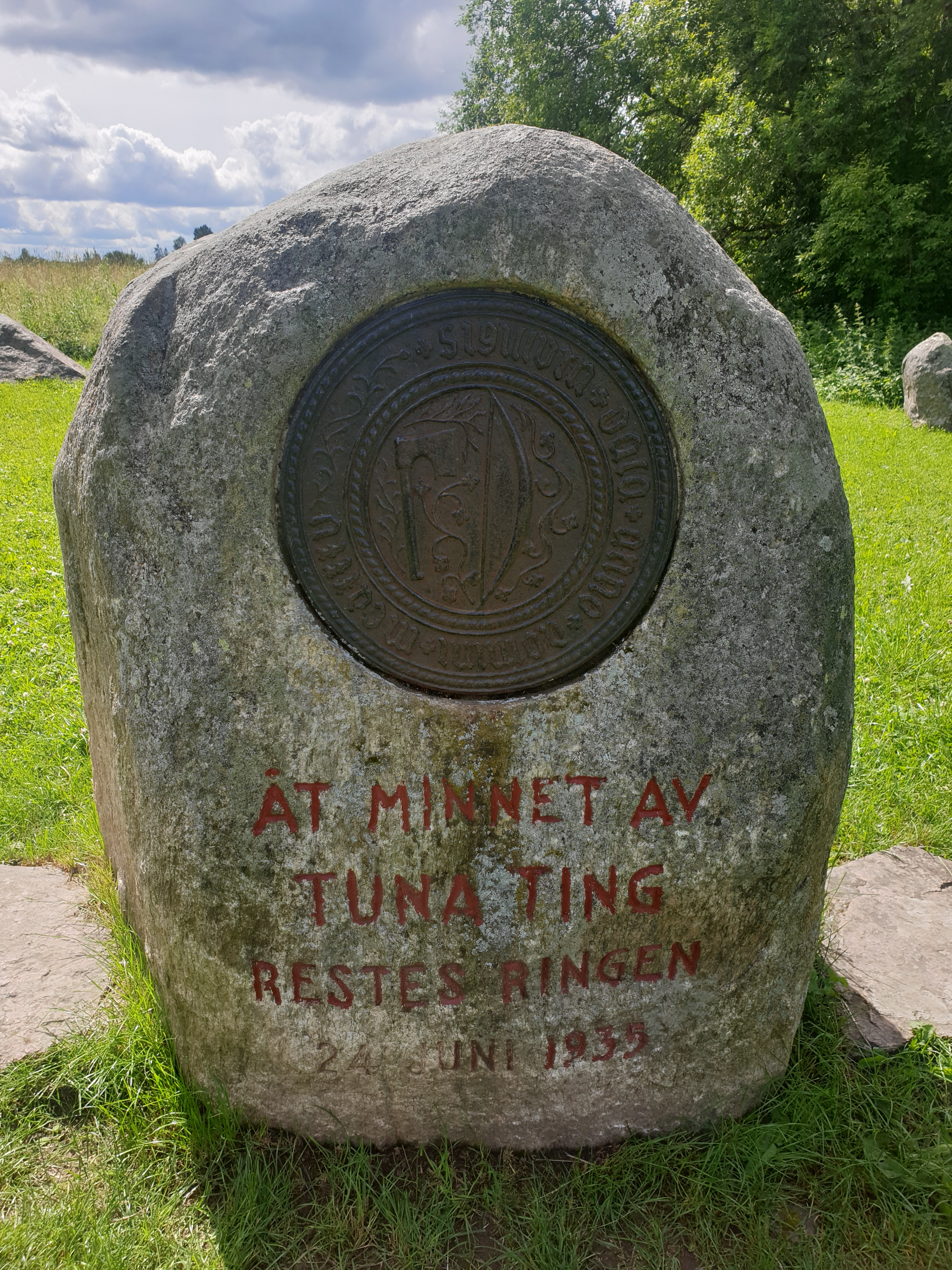
Minnessten över Tuna ting.
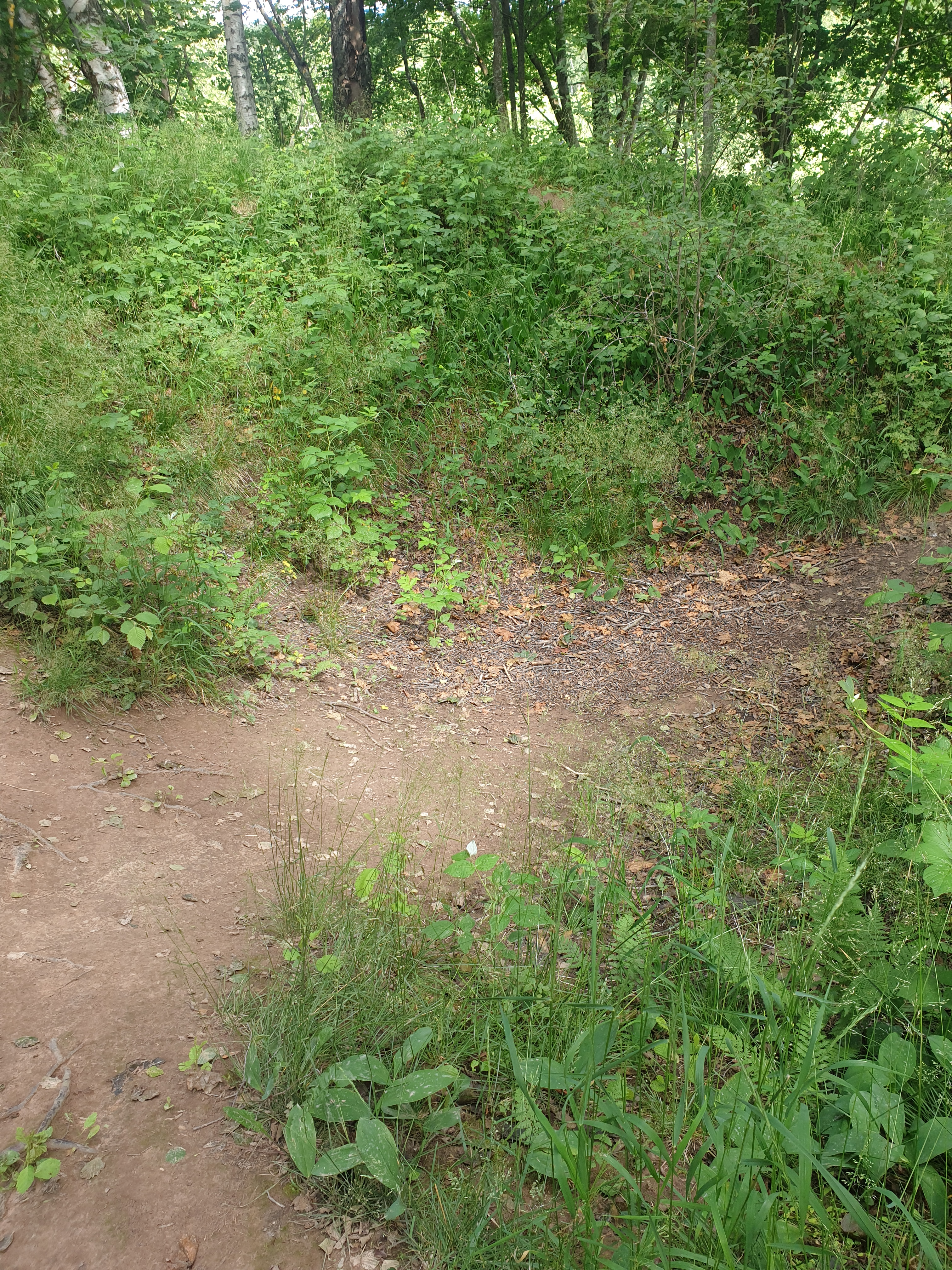
Varggrop